# Charleville-sous-Bois
Charleville-sous-Bois é uma comuna francesa na região administrativa de Grande Leste, no departamento de Mosela. Estende-se por uma área de 12,82 km². Em 2010 a comuna tinha 323 habitantes (densidade: 25,2 hab./km²).